# Triplete (desportos)
Um triplete, também conhecido pelo seu nome em inglês hat-trick, é associado com algum feito positivo que ocorre três vezes dentro de uma partida em algum esporte.

## Etimologia
Na era vitoriana, o termo "hat-trick" referia-se a um comum truque de magia, no qual o mágico aparecia envergando uma cartola. O truque consistia em colocar a cartola, com a abertura virada para cima, sobre uma mesa próxima. Depois, o mágico retiraria três coelhos, um depois do outro, de dentro da cartola.[carece de fontes?] Nos tempos modernos, esta expressão é muito utilizada como referência à marcação de três pontos num só encontro, tanto em futebol como em outras modalidades.
O termo "hat-trick" foi utilizado pela primeira vez num jogo de críquete, para descrever a actuação de H. H. Stephenson, em 1858. O termo foi usado num artigo de jornal pela primeira vez em 1878.

## Usos

### Automobilismo
No automobilismo, um hat-trick é quando um piloto ganha a prova, faz a pole position e marca a volta mais rápida da prova.

### Beisebol
No beisebol, quando um batedor é eliminado por strikes três vezes num único jogo, é, às vezes, jocosamente referido como um hat-trick. Quatro strikeouts num jogo são referidos como um "sombreiro dourado" (golden sombrero), e seis são conhecidos como um Horn, após Sam Horn, do Baltimore Orioles, ter conseguido a façanha num jogo de entradas extras em 1991. Alex S. Gonzalez, do Toronto Blue Jays, empatou o recorde em 1998.
O hat-trick original no beisebol é um feito efetivo, conhecido como "rebater pelo ciclo". Isto implica o jogador rebater uma simples, uma dupla, uma tripla e um home run durante uma mesma partida.

### Futebol
Um hat-trick ocorre no futebol quando um futebolista faz, no mesmo jogo, três gols, apesar de haver várias divergências quanto a um hat-trick válido. São contados os gols feitos no tempo regulamentar, acréscimos ou prorrogação, sendo apenas para alguns essa a condição de ser um hat-trick válido. Os gols de pênalti na disputa por pênaltis após o término da partida não são contados.
Também existe o conceito largamente aceito do hat-trick "sem falhas", em que os gols teriam de ser marcados consecutivamente em apenas um tempo de partida. Também há o "hat-trick perfeito" (também chamado de "hat-trick de ouro" ou "hat-trick clássico"). Trata-se de um hat-trick em que os gols são marcados em uma mesma partida, um com cada pé e o outro com a cabeça. Um exemplo disto foi o hat-trick de Peter Crouch pelo Liverpool contra o Arsenal, em março de 2007. Na temporada 2009-10 da Liga dos Campeões da UEFA o croata Ivica Olić, do Bayern de Munique marcou um hat-trick perfeito no segundo jogo da semifinal contra o Lyon na cidade francesa; na ocasião o clube alemão venceu a partida por 3 a 0 e avançou às finais da Liga. Em 2014, Neymar, atuando pela seleção brasileira em um amistoso diante do Japão, em Singapura, marcou um hat-trick perfeito, além de mais um tento.
Existem também hat-tricks feitos de maneiras curiosas, como o do escocês Ray McKinnon, que marcou o primeiro hat-trick feito somente em cobranças de falta, em fevereiro de 1997. No ano seguinte, o sérvio Siniša Mihajlović (Lazio 5–2 Sampdoria) e Marcos Assunção (Santos 3–3 Bahia, pela Copa do Brasil de 1998) também lograriam este feito.
Em 1999, o goleiro paraguaio Chilavert seria o primeiro — e por enquanto segue sendo o único — goleiro a marcar três gols em uma partida, sendo todos de pênalti. Em 2004, o atacante brasileiro Ronaldo repetiria o feito, ao marcar três gols de pênalti na vitória brasileira por 3–1 sobre a Argentina.
Um hat-trick no futebol também é conhecido como a reivindicação da bola do jogo, tradicionalmente levada pelo goleador como recordação da partida.

#### Recordes[carecede fontes?]
- O recorde mundial do mais rápido hat-trick ocorreu em 28 de novembro de 1964, quando o jogador escocês Tommy Ross, do Ross County F.C., marcou três gols com uma diferença de apenas noventa segundos entre o primeiro e o terceiro. A partida foi contra o Nairn County F.C., no Victoria Park.[11]
- O primeiro jogador a fazer três gols em uma partida entre seleções foi o escocês John McDougall, contra a Inglaterra, em 2 de março de 1878.[carece de fontes?]
- O primeiro jogador a fazer três gols em uma partida de Copa do Mundo foi o norte americano Bert Patenaude, em 1930, no jogo entre Estados Unidos e Paraguai.[12]
- O mais jovem jogador a marcar três gols em uma partida de Copa do Mundo foi o brasileiro Pelé, em 1958, no jogo entre Brasil e França, aos 17 anos e 244 dias.[13] [14]
- O mais jovem jogador na história a fazer um hat-trick foi o grego Ntinos Pontikas, em 1996, em sua estreia aos 14 anos e 198 dias.[15][16]

### Hóquei no gelo
No hóquei no gelo, o hat-trick é quando um mesmo jogador marca três gols numa mesma partida. Se os gols são consecutivos, sem sequer um gol adversário entre eles, tem-se o chamado hat-trick natural. É comum em jogos da NHL que hat-tricks sejam seguidos por uma "chuva" de chapéus e bonés arremessados por torcedores. Em Pittsburgh, os bonés são recolhidos por uma tropa de escoteiros, que os distribui a entidades assistenciais para doação.
Existe ainda o que é conhecido como "hat-trick de Gordie Howe", que consiste, em um gol, uma assistência e uma briga no mesmo jogo, algo que era visto como uma curiosidade até o semanário The Hockey News começar a computar a estatística, em 1996. O líder na estatística desde que ela começou a ser computada pela revista é o ex-atacante do Detroit Red Wings Brendan Shanahan, com 17.

### Rugby
Em ambas as regras de rugby (Rugby union e Rugby league) um hat-trick é feito quando um jogador converte três ou mais ensaios em um só jogo.